# Kathleen Norris (Schriftstellerin)

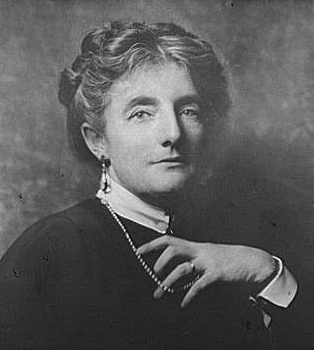
Kathleen Norris (1925)

Kathleen Thompson Norris (* 16. Juli 1880 in San Francisco, Kalifornien; † 18. Januar 1966 in Palo Alto, Kalifornien) war eine US-amerikanische Schriftstellerin.

## Leben
Kathleen Thompson studierte an der University of California, Berkeley, und wurde anschließend Journalistin bei einigen Zeitungen in Kalifornien. Während dieser Zeit begann sie mit dem Schreiben von Kurzgeschichten, welche sie in mehreren Zeitschriften veröffentlichen konnte. Sie lernte den Chicagoer Journalisten Charles Gilman Norris, den jüngeren Bruder des US-amerikanischen Schriftstellers Frank Norris, kennen, den sie 1909 heiratete. Mit ihm zog sie 1928 auf der Suche nach einem geeigneten Ort, die gemeinsamen Kinder zu erziehen, nach Palo Alto, wo sie bis zu ihrem Tod lebte.
Bereits 1911, fünf Jahre vor ihrem Mann, debütierte Norris mit Mother als Schriftstellerin. Bis 1935 schrieb sie über 50 Bücher, wovon 17 verfilmt wurden. Mit ihrem feministischen Engagement und ihren erfolgreichen Büchern, die häufig in der Upper-Class in Kalifornien spielten, schaffte sie es am 28. Januar mit der Headline A Woman of Certain Importance (dt. „Eine Frau von gewisser Bedeutung“) auf das Titelcover des Time-Magazines.

## Werke (Auswahl)
- Mother (1911)
- The Rich Mrs. Burgoyne (1912)
- Poor Dear Margaret Kirby (1913)
- The Treasure (1914)
- Saturday’s Child (1914)
- The Story Of Julia Page (1915)
- The Heart of Rachel (1916)
- Martie the Unconquered (1917)
- Josselyn’s Wife (1918)
- Harriet and the Piper (1920)
- The Beloved Woman (1921)
- Little Ships (1925)
- The Sea Gull (1925?)
- Hildegarde (1926)
- The Foolish Virgin (1927)
- Younger Sister (1928)
- Second Hand Wife (1932)
- Maiden Voyage (1934)
- Beauty’s Daughter (1935)
- Shining Windows (1935)
- Bread into Roses (1936)
- Secret Marriage (1936)
- Over at the Crowleys (1941)
- The Venables (1941)

## Verfilmungen (Auswahl)
- 1922: Frauen in Flammen (Lucretia Lombard)
- 1927: Meine beste Freundin (My Best Girl)
- 1930: Passion Flower